# Puksalskäidi
Puksalskäidi är en kulle i Finland. Den ligger i Utsjoki kommun i landskapet Lappland, i den norra delen av landet, 1 100 km norr om huvudstaden Helsingfors. Toppen på Puksalskäidi är 251 meter över havet.
Terrängen runt Puksalskäidi är platt åt sydväst, men åt nordost är den kuperad. Trakten runt Puksalskäidi är nära nog obefolkad, med mindre än två invånare per kvadratkilometer. Omgivningarna runt Puksalskäidi är i huvudsak ett öppet busklandskap.